# Nanzweiler
Nanzweiler ist ein Ortsteil der im rheinland-pfälzischen Landkreis Kusel liegenden Ortsgemeinde Nanzdietschweiler. Bis 1969 war der Ort eine selbständige Gemeinde. Er verfügt jedoch nicht über den rechtlichen Status als Ortsbezirk.

## Lage
Nanzweiler befindet sich im nordwestlichen Teil der Ortsgemeinde am orografisch linken Ufer des Glans am südwestlichen Rand des Nordpfälzer Berglandes, das in diesem Bereich in den Landstuhler Bruch übergeht. Die Gemarkung beträgt 267,83 Hektar. Durch den Ort fließt der Atzelbach, der in den Glan mündet.

## Geschichte
Die erste urkundliche Erwähnung von Nanzweiler erfolgte im Jahr 1350 als Nanczvilre. Das Siedlungsgebiet erstreckte sich zu beiden Seiten des Glans. Das Kloster Hornbach bekam denjenigen Teil links des Glans, die rechte Seite blieb im Besitz des Heiligen Römischen Reiches. Aus letzterer entwickelte sich schließlich Nanzdiezweiler. Später gelangte Nanzweiler in den Besitz des Adelsgeschlechtes Von der Leyen.
Von 1798 bis 1814, als die Pfalz Teil der Französischen Republik (bis 1804) und anschließend Teil des Napoleonischen Kaiserreichs war, waren der links des Glans liegende Teil von Nanzweiler in den Kanton Waldmohr  im Saardepartement eingegliedert. die rechts des Glans liegende Teil dagegen gehörte zum Kanton Landstuhl im Departement Donnersberg. Im Jahr 1816  wechselte der Ort in das Königreich Bayern und gehörte zum Landkommissariat Homburg im Rheinkreis.
Im Zuge der rheinland-pfälzischen Verwaltungsreform wurde Nanzweiler mit den Nachbarorten Dietschweiler und Nanzdiezweiler zur neuen Ortsgemeinde Nanzdietschweiler zusammengefasst. Der Name der neuen Gemeinde setzt sich dabei aus Elementen aller drei Ortsteile zusammen.

## Einwohnerentwicklung
1928 hatte der Ort 364 Einwohner, von denen 265 katholisch und 99 evangelisch waren und die in 54 Wohngebäuden lebten. Zum Zeitpunkt der Eingemeindung in die neu geschaffene Ortsgemeinde Nanzdietschweiler im Jahr 1969 lebten in Nanzweiler 465 Menschen. In der Folgezeit ging die Zahl wie fast überall in der Westpfalz zurück; so lebten 2007 nur noch 389 Menschen vor Ort.

## Infrastruktur
Nanzweiler verfügte einst über eine ursprünglich rein katholische Grundschule, in der später je eine katholische und eine evangelische Klasse unterrichtet wurden. 1970 wurde die Schule aufgelöst; seither ist die Grundschule in Dietschweiler für die gesamte Ortsgemeinde Nanzdietschweiler zuständig. Mit der örtlichen katholischen Kirche existiert im Ort zudem ein Kulturdenkmal.

## Verkehr

### Straße
Durch Nanzweiler verläuft die Landesstraße 358, die von Glan-Münchweiler nach Bruchmühlbach verläuft, und die Kreisstraßen 54, 58 und 59.

### Schiene
1904 erhielt der Nachbarort Dietschweiler mit Eröffnung der Glantalbahn Anschluss an das Eisenbahnnetz. Der entsprechende Bahnhof trug zunächst den Namen Dietschweiler-Nanzweiler, ehe er 1912 in Dietschweiler umbenannt wurde. Anfang der 1960er Jahre erhielt Nanzweiler einen Kilometer nördlich des Bahnhofs einen eigenen Haltepunkt, wodurch besagte Bahnstrecke im südlichen Abschnitt Homburg-Glan-Münchweiler belebt werden sollte. Bereits Ende der 1970er Jahre wurde er wieder aufgelassen. Der Personenverkehr wurde 1981 eingestellt; da der Güterverkehr bereits zuvor zwischen Schönenberg-Kübelberg und Glan-Münchweiler eingestellt worden war, war dieser Streckenabschnitt fortan ohne regulären Verkehr. Ende der 1980er Jahre wurden die Gleise abgebaut. 2002 wurde auf der Trasse der 2006 auf voller Länge fertiggestellte Glan-Blies-Weg eröffnet. Der nächstgelegene Bahnhof befindet sich seither in Glan-Münchweiler.